# Trâu rừng Philippines
Trâu rừng Philippines, trâu rừng Tamaraw hoặc trâu lùn đảo Mindoro (danh pháp hai phần: Bubalus mindorensis) là một loài động vật hữu nhũ nhỏ, có móng guốc thuộc họ Bovidae. Đây là loài đặc hữu trên đảo Mindoro, Philippines và là loài trâu bò đặc hữu duy nhất tại Philippines. Tuy nhiên, người ta tin rằng, chúng cũng từng hiện diện đông đúc trên đảo Luzon rộng lớn. Trâu rừng Philippines ban đầu sinh sống trên khắp đảo Mindoro, từ mặt biển lên đến miền núi (2000 m so với mực nước biển). Nhưng do con người sinh sống, săn bắn và khai thác gỗ, hiện nay trâu chỉ còn giới hạn tại vài đồng cỏ hẻo lánh; hiện tại là loài nguy cấp.
Trái ngược với sự tin tưởng phổ biến và phân loại trong quá khứ, Trâu rừng Philippines không phải một phân loài của trâu Carabao địa phương, loài trâu chỉ lớn hơn một chút so với trâu nước thông thường. Ngược lại với trâu carabao, loài này có vài điểm đặc trưng: lông thưa hơn, nhiều mảng sáng trên khuôn mặt, không sống thành đàn, sừng ngắn hơi giống hình chữ V. Đây là động vật hữu nhũ bản địa trên cạn lớn nhất của quốc gia này.

## Giải phẫu và hình thái
Bubalus mindorensis có vẻ bề ngoài của một thành viên điển hình thuộc họ trâu bò. Loài có thân hình như bò, nhỏ gọn, cứng cáp, 4 chân kết thúc tại bộ móng guốc chẻ. Đầu nhỏ có sừng kết thúc tại chiếc cổ ngắn. Trâu rừng Philippines nhỏ, chắc nịch hơn so với trâu nước châu Á (Bubalus bubalis). Có chút ít sự lưỡng hình giới tính ở loài này mặc dù trâu đực được báo cáo có chiếc cổ dày hơn. Trâu rừng Philippines có chiều cao bờ vai trung bình đạt 100–105 cm (39–41 in). Chiều dài cơ thể đạt 2,2 m (7,2 ft), chiếc đuôi bổ sung thêm 60 cm (24 in). Cân nặng dao động từ 180 đến 300 kg (400 đến 660 lb).
Trâu trưởng thành có màu sắc từ nâu sẫm đến xám; nhiều lông hơn loài Bubalus bubalis. Tứ chi ngắn, chắc nịch. Những vết trắng xuất hiện trên móng guốc và mặt trong vùng thấp chân trước. Những dấu vết tương tự trâu anoa Bubalus depressicornis. Màu sắc gương mặt tương tự phần thân. Hầu hết thành viên của loài đều có một cặp sọc vằn màu trắng xám bắt đầu từ góc trong mắt kéo đến sừng. Mũi và môi có da đen. Đôi tai dài 13,5 cm từ khóe đến đỉnh với vệt trắng bên trong.
Cả hai giới đều phát triển cặp sừng đen ngắn hình chữ V so với cặp sừng hình chữ C của loài Bubalus bubalis. Cặp sừng có bề mặt phẳng, hình tam giác tại chân đế. Do cọ xát thường xuyên, sừng Trâu rừng Philippines có bề mặt ngoài mòn nhưng mặt trong phía bên thô. Cặp sừng dài 35,5 đến 51 cm (14,0 đến 20,1 in).

## Phân bố
Trâu rừng Philippines được đề cập trong các tài liệu lần đầu vào năm 1888 tại đảo Mindoro. Trước năm 1900, hầu hết người dân tránh định cư trên đảo Mindoro do chủng vi rút sốt rét chết người. Tuy nhiên, khi thuốc chống sốt rét phát triển, có nhiều người đã định cư trên đảo. Con người gia tăng hoạt động đã khiến quần thể trâu rừng Philippines suy giảm đáng kể. Đến năm 1966, phạm vi trâu rừng Philippines giảm xuống chỉ còn tại 3 khu vực: núi Iglit, núi Calavite và khu vực gần lãnh thổ trực thuộc Sablaya. Đến năm 2000, phạm vi loài tiếp tục giảm chỉ còn tại 2 khu vực: công viên quốc gia núi Iglit-Baco và Aruyan.
Theo ước tính ban đầu, quần thể loài Bubalus mindorensis trên đảo Mindoro khoảng 10.000 cá thể vào đầu những năm 1900. Năm 1949, tức chưa đầy 50 năm sau, quần thể đã giảm đáng kể, chỉ còn khoảng 1000 cá thể. Đến năm 1953, ước tính chưa đến 250 cá thể còn sống. Số lượng trâu ước lượng tiếp tục tăng nhẹ cho đến khi IUCN xuất bản dữ liệu sách đỏ năm 1969, nơi mà quần thể trâu rừng Philippines được ghi nhận đáng báo động rằng thấp hơn 100 con. Đếm theo sĩ số tăng lên 120 con trâu vào năm 1975. Theo ước tính hiện nay số lượng trâu rừng Philippines hoang dã từ 30 đến 200 cá thể.

## Sinh thái và lịch sử đời sống

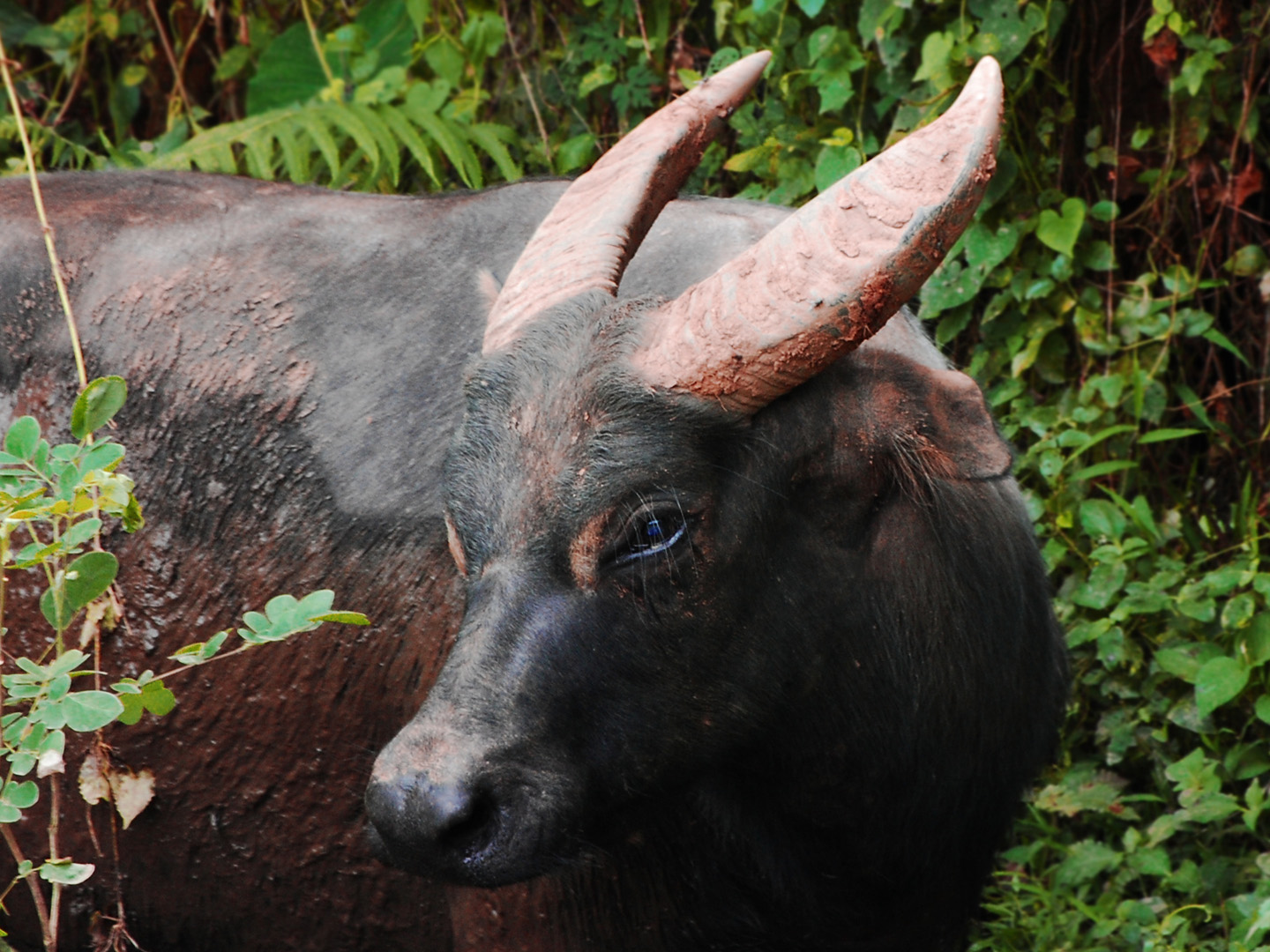
Cận cảnh trâu tamaraw

Do là một loài thú hiếm và đặc hữu trên hòn đảo tương đối hẻo lánh, đến nay người ta chưa biết rõ hoạt động sinh thái của trâu rừng Philippines. Từng cá thể của loài sống ẩn dật và né tránh con người. Ngoài ra, do kích thước nhỏ của bộ phận quần thể loài, lại trải mỏng trên toàn phạm vi phân mảnh của chúng (năm 1986, khoảng 51 cá thể tìm được tại khu vực 20 cây số vuông), khiến tương tác lẫn nhau giữa bất kỳ cá thể đơn lẻ nào khác hiếm xuất hiện.

### Môi trường sống
Bubalus mindorensis ưa thích khu vực rừng cao nguyên nhiệt đới. Chúng thường sinh sống trong những bụi rậm dày đặc, gần tán rừng rộng mở nơi chúng gặm cỏ và tìm được cỏ. Kể từ khi con người cư trú và phân mảnh rừng về sau trên hòn đảo Mindoro quê hương, môi trường sống ưa thích của trâu rừng Philippines phần nào mở rộng đến đồng bằng cỏ thấp so với mực nước biển. Tại môi trường miền núi, trâu rừng Philippines sẽ thường xuyên sống nơi không cách xa nguồn nước.

### Sinh thái dinh dưỡng
Trâu rừng Philippines là động vật gặm cỏ, chúng ăn cỏ, măng tre non mặc dù trâu cũng thích ăn cỏ tranh và cỏ lách (Saccharum spontaneum). Trâu hoạt động ban ngày trong tự nhiên, kiếm ăn suốt thời gian ban ngày; tuy nhiên, hoạt động con người vào ban ngày gần đây bắt buộc nhiều cá thể B. mindorensis phải chọn lựa hoạt động về đêm nhằm tránh đụng độ con người.

### Lịch sử đời sống
Trâu rừng Philippines được biết sống khoảng 20 năm, với tuổi thọ ước tính khoảng 25. Trâu rừng Philippines cái trưởng thành sinh một trâu con sau thai kỳ khoảng 300 ngày. Có một khoảng thời gian 2 năm trong thời kỳ sinh, mặc dù một trâu cái sinh sống cùng 3 trâu con, trâu non ở lại khoảng 2–4 năm với trâu mẹ trước khi trở nên độc lập.

## Tập tính sinh thái

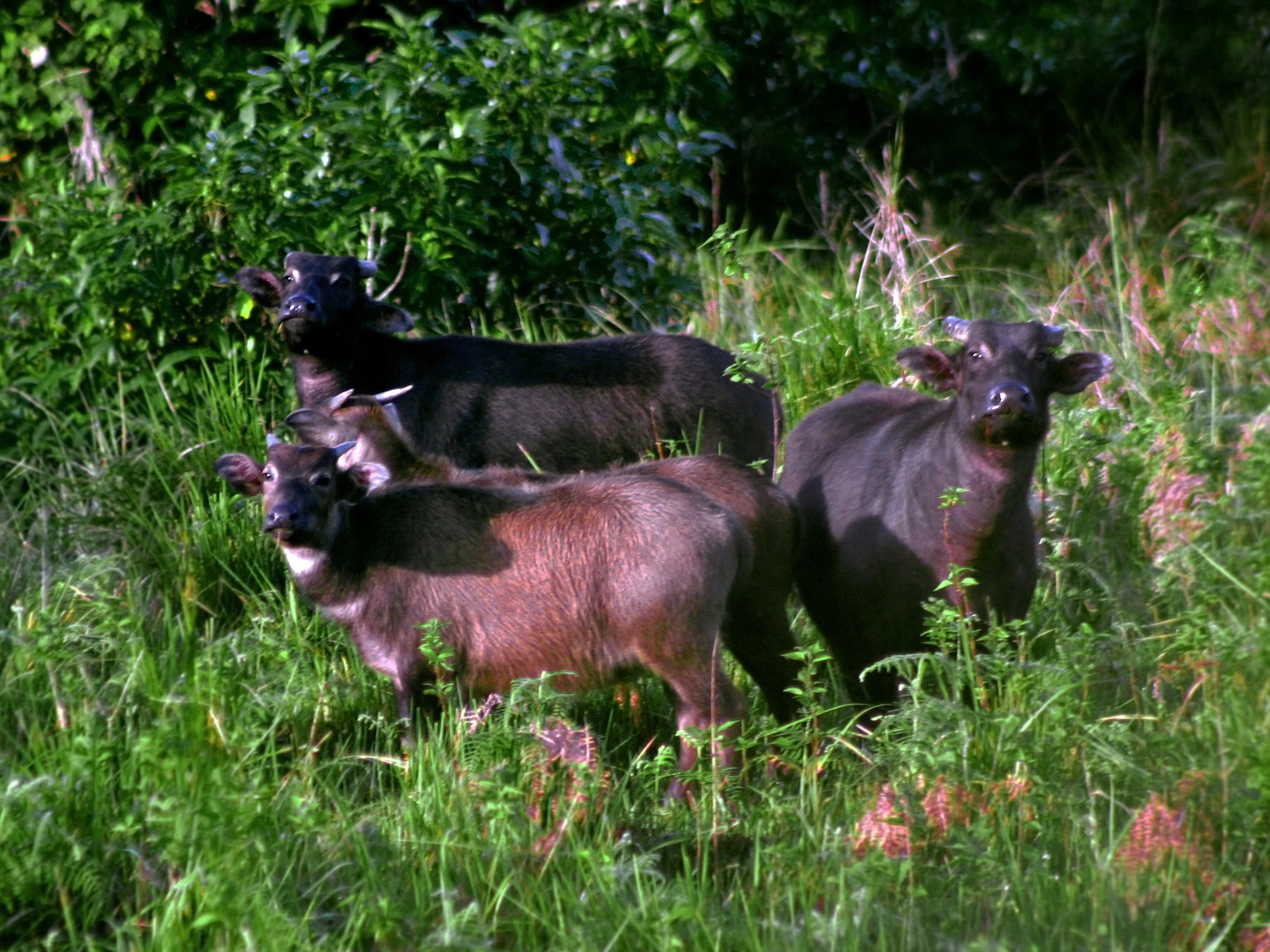
1 nhóm gia đình nhỏ

Không giống như loài trâu nước họ hàng gần, B. mindorensis là sinh vật đơn độc. Trâu trưởng thành không sống theo đàn hoặc bầy nhỏ hơn và thường bắt gặp một mình. Chỉ động vật non mới phô bày tập tính bầy đàn điển hình ở trâu bò và nhóm động vật thị tộc thường thấy ở trâu nước. Trâu đực và trâu cái được biết kết giao quanh năm nhưng sự tương tác này chỉ kéo dài vài giờ. Đề xuất giả thuyết rằng tập tính đơn độc này là sự thích nghi với môi trường rừng rậm. Trâu đực trưởng thành thường sống đơn độc và có vẻ hung hăng trong khi trâu cái trưởng thành có thể sống một mình, kèm theo một con đực non, hoặc ba con trâu nhỏ khác nhau lứa tuổi.
Tương tự những loài trâu bò khác, trâu rừng Philippines thích đầm mình trong hố bùn. Đề xuất giả thuyết rằng tập tính này giúp con vật để tránh côn trùng cắn.
Một tập tính riêng biệt khác của B. mindorensis là tính hung hăng. Nhiều báo cáo liên quan đến tính hung hăng khi bị kích động mặc dù hầu hết vô căn cứ. Tư thế đe đọa điển hình của loài trâu bò gồm hạ thấp đầu, chuyển dời sừng vào vị trí thẳng đứng. Hành động này đi kèm lắc đầu sang một bên.

## Lịch sử tiến hóa
Sự hiện diện của B. mindorensis trên đảo Mindoro, cùng với phát hiện hóa thạch trâu tại các đảo khác xung quanh quần đảo chỉ ra rằng họ trâu đã từng phổ biến rộng rãi trên khắp Philippines. Trên thực tế, hóa thạch tìm được vào thế kỷ XX cho biết B. mindorensis đã từng phân bố trên đảo Luzon, phía bắc của Philippine trong suốt kỷ nguyên canh tân.
Là thành viên thuộc họ Bovidae, họ hàng gần của trâu rừng Philippines là trâu nước (Bubalus bubalis) đã được xác nhận rất nhiều lần trong quá khứ. Chúng từng được xem là một phân loài của loài B. bubalis (như Anoa bubalis), Anoa bubalis mindorensis. Nghiên cứu phân tích di truyền gần đây về thành viên cùng họ đã củng cố thêm quan điểm này.

## Từ nguyên và lịch sử phân loại
Trâu rừng Philippines ban đầu được nhà động vật học người Pháp Pierre Marie Heude mô tả bằng danh pháp Anoa mindorensis vào năm 1888. Năm 1958, loài được mô tả bằng danh pháp Anoa bubalis mindorensis, một phân loài của loài trâu nước về sau (Anoa bubalis). Dưới một thập kỷ sau đó, trâu rừng Philippines được nâng tầm lên thành loài Anoa mindorensis năm 1969.
Nghiên cứu và phân tích sau đó về mối quan hệ xác định chi rằng Anoa là một phần của chi Bubalus. Danh pháp khoa học của trâu rừng Philippines được cập nhật theo hình dạng hiện tại, Bubalus mindorensis (đôi khi được tham chiếu là Bubalus (Bubalus) mindorensis).

## Bảo tồn

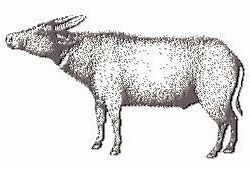
Hình minh họa trâu rừng Philippines.

Là 1 loài thú quý hiếm và hoàn toàn đặc hữu, Bubalus mindorensis xếp như một loài cực kỳ dễ bị đe đọa. Hiện nay, chúng được phân loại là loài cực kỳ nguy cấp kể từ năm 2000 do IUCN vào sách đỏ IUCN về loài nguy cấp. Nhận thức về tình trạng bảo tồ Bubalus mindorensis bắt đầu từ năm 1965 khi chúng được phân loại là tình trạng được biết không xác đáng bởi IUCN. Dữ liệu đầy đủ thu thập được về quần thể trâu rừng Philippines năm 1986, và trung tâm giám sát bảo tồn IUCN công bố chúng là loài nguy cấp. Trong suốt các cuộc điều tra thành công được tiến hành vào năm 1988, 1990, 1994 và 1996, loài vẫn được liệt kê trên sách đỏ là nguy cấp. Việc niêm yết lại loài vào năm 1996 hoàn thành tiêu chí B1+2c và D1 của IUCN. Tiêu chí B1 chỉ ra rằng phạm vi của loài vật này ít hơn 500 km² và được biết tồn tại trong ít hơn năm địa điểm độc lập. Sự suy giảm tiếp tục nhận thấy trong quần thể hoàn thành tiểu tiêu chí 2c, đưa ra điều kiện môi trường sống độc nhất của quần thể. Tiêu chí D1 cơ bản yêu cầu một quần thể ít hơn 250 cá thể trưởng thành; cá thể đếm được của quần thể B. mindorensis tại thời điểm đó tính toán thấp hơn đáng kể. Năm 2000, trâu rừng Philippines được liệt kê vào sách đỏ dưới tiêu chí C1 nghiêm trọng hơn. Điều này do ước tính rằng số lượng giảm 20% trong năm năm hoặc trong khoảng thời gian hai thế hệ.
Nhiều yếu tố góp phần vào sự suy giảm quần thể trâu rừng Philippines. Trong suốt thế kỷ này, sự gia tăng dân số loài người trên đảo Mindoro khiến cho quần thể trâu rừng Philippines duy nhất trên đảo bị tác động áp lực do con người gây ra. Vào những năm 1930, sự ra đời của gia súc phi bản địa trên đảo gây ra dịch tả trâu bò nặng giữa quần thể hàng nghìn trâu rừng Philippines. Săn bắt trâu rừng Philippines làm thực phẩm như phương kế sinh nhai cũng đã gây thiệt hại về số lượng của loài. Yếu tố quan trọng nhất đe dọa sự sống còn của B. mindorensis là mất môi trường sống do quy hoạch đô thị, khai thác gỗ và nông nghiệp. Những yếu tố làm giảm quần thể hàng ngàn xuyên suốt đầu những năm 1900 ít hơn 300 cá thể trong năm 2007.
Do sự suy giảm của quần thể B. mindorensis, các tổ chức và luật Philippine được tạo ra nhằm bảo tồn loài. Năm 1936, luật 73 liên bang được ban hành bởi liên bang Philippine về sau. Hành vi bị cấm gồm tàn sát, săn bắn và thậm chí chỉ đơn thuần làm bị thương trâu rừng Philippines, với một ngoại lệ ghi nhận khi tự vệ (nếu ai đó bị tấn công bởi một cá thể trâu bị kích động) hoặc vì mục đích khoa học. Hình phạt đủ mạnh bao gồm khoảng phí phạt nặng và cầm tù.
Năm 1979, một sắc lệnh được ký kết thành lập ủy ban đặc biệt hướng đến bảo tồn trâu rừng Philippines. Trâu rừng Philippines được xét như "nguồn gốc niềm tự hào quốc gia" trong văn kiện E.O. Dự án bảo tồn trâu rừng Philippines được thiết lập năm 1979. Tổ chức đã lai tạo thành công một con trâu rừng Philippines, đặt tên "Kali", trong mioi6 trường nuôi nhốt năm 1999. Năm 2001, đạo luật Cộng hòa 9147, hay luật bảo vệ và bảo tồn tài nguyên hoang dã được ban hành để bảo vệ trâu rừng Philippines và loài đặc hữu khác khỏi săn bắn và buôn bán. Xuyên suốt những năm 1970, một quỹ gen được thành lập để bảo tồn số lượng trâu rừng Philippines. Tuy nhiên, dự án không thành công khi chỉ có một con non, đặt tên là "Kali", được sinh ra. Tính đến năm 2011, Kali là con vật duy nhất sống sót trong dự án tổng hợp gen. Dự án cũng không được cải thiện khi khu bảo tồn hoang dã và cục môi trường cho thấy rừng Philippines đã được nuôi trong môi trường hoang dã. Nhân bản không được thực hiện để bảo tồn như Bộ Môi trường và Tài nguyên Thiên nhiên lập luận rằng biện pháp này sẽ làm giảm đa dạng di truyền của loài.
Một tiểu quần thể nhỏ của trâu rừng Philippines tìm được trong phạm vi khu bảo tồn chim thú núi Iglit cùng trên đảo Mindoro.
Tính đến tháng 5 năm 2007, Bubalus mindorensis được liệt kê tại Phụ lục I của Công ước thương mại quốc tế về các loài động, thực vật hoang dã nguy cấp nơi chúng được xếp vào kể từ lần đầu tiên được đưa vào danh sách ngày 7 tháng 1 năm 1975. Với việc niêm yết, CITES công nhận loài cực kỳ nguy cấp và bị đe đọa tuyệt chủng. Do đó, mậu dịch thương mại quốc tế về loài cũng như bất kỳ sản phẩm nào của chúng, chẳng hạn thịt, sừng được xem bất hợp pháp. Trong khi thương mại mậu dịch về loài bị cấm, trao đổi vì lý do phi thương mại như nghiên cứu khoa học được cấp phép.
Vào tháng 10 năm 2008, giám đốc trung tâm trâu đầm lầy Philippine (DA-PCC) trực thuộc Bộ Nông nghiệp Philippine, tiến sĩ Arnel del Barrio, chính thức báo cáo rằng số lượng trâu rừng Philippines đã tăng hàng năm trung bình khoảng 10% từ 2001 đến 2008. Tháng 4, 2008, báo cáo tình hình trâu rừng Philippines của chương trình bảo tồn Tamaraw (công viên quốc gia núi Iglit-Baco trên Mindoro Occidental), bởi chính phủ và thực thể tư nhân, bao gồm sinh viên đại học viễn đông (FEU), tiết lộ rằng "quần thể trâu tamaraw đếm được khoảng 263 trong năm nay so với chỉ 175 con vào năm 2001. Tỷ lệ sinh sản ước lượng bằng số con non 1 tuổi cao đáng kể... đó có nghĩa rằng nhiều hơn 55% số trâu tamaraw được sinh ra. Tại công viên quốc gia núi Iglit-Baco, số con vật đếm được chính thức là 263 năm 2006, 239 năm 2007 và 263 năm 2008." Người dân Mangyan bản địa tại Mindoro đã ngừng giết mổ động vật để lấy máu.
Quỹ tài trợ Haribon gọi loài vật này là "báu vật nguy cấp của Mindoro" và "loài nguy cấp hàng đầu của Philippines" về sau cho đến năm 2005. Trong những năm 1930, số lượng trâu rừng Philippines giảm do dịch tả trâu bò, một dịch bệnh do vi rút gây ra ảnh hưởng từ gia súc. Trong những năm 1960 và 1970, thợ săn giết trâu rừng Philippines như hoạt động thể thao. Quan trọng hơn, phá rừng tràn lan (từ 80% độ che phủ rừng môi trường sống trong những năm 1900 xuống còn 8% vào năm 1988) trong khu vực đẩy nhanh suy giảm động vật.
Liên minh Quốc tế về bảo tồn loài Bangkok, Thái Lan (IUCS) đã thiết lập một trang trại quỹ gen rộng 280-hectare tại Rizal, Mindoro Occidental. Ngoài ra, trồng rừng quy mô lớn được thực hiện để đẩy nhanh nhân giống trâu rừng Philippines. Số trâu hiện nay chỉ tìm được tại khoảng núi thuộc công viên quốc gia núi Iglit-Baco, núi Calavite, ngọn đèo Halcon-Eagle, thung lũng núi Aruyan-Sablayan-Mapalad, và núi Bansud-Bongabong-Mansalay.
Tuyên cáo tổng thống 273 năm 2002 đặt tháng mười là "tháng đặc biệt về bảo tồn và bảo vệ trâu rừng Philippines tại Mindoro."

## Tầm quan trọng với con người

### Giá trị kinh tế và thương mại
Mặc dù không bị khai thác nặng nề như những loài động vật hữu nhũ lớn, bị đe dọa khác, quần thể trâu rừng Philippines trên đảo Mindoro đã chịu một số áp lực thu hoạch từ thợ săn sinh kế trước khi những nỗ lực bảo tồn được thúc đẩy khoảng nửa sau thế kỷ XX. IUCN mô tả công cuộc này vẫn đang tiếp diễn trong báo cáo sách đỏ năm 2006.

### Trong văn hóa Philippines
Mặc dù động vật quốc gia của Philippines là trâu carabao, nhưng trâu rừng Philippines vẫn được xem là một biểu tượng quốc gia của Philippines. Một hình ảnh của con vật xuất hiện trên phiên bản từ 1980 đến đầu 1990 của đồng xu 1-peso Philippines.
Năm 2004, Tuyên cáo số 692 được ban hành để thực hiện ngày 1 tháng 11, kỳ nghỉ gia công đặc biệt ở tỉnh Occidental Mindoro. Phù hợp tháng bảo tồn Tamaraw, công bố nhằm mục đích nhắc nhở người dân Mindoro về tầm quan trọng của việc bảo tồn trâu rừng Philippines và môi trường sống của loài.
Trong những năm 1970, hãng xe máy Toyota, thông qua công ty địa phương không hoạt động Delta Motor, xây dựng Tamaraw AUV (Asian Utility Vehicle). Bởi sự chắc chắn và đơn giản trong thiết kế, một số ví dụ vẫn còn tồn tại đến ngày nay, sao chép bởi các công ty đa quốc gia Ford, General Motors, và Nissan, thông qua nhà sản xuất công ty con địa phương đến ngày nay. Bởi vì nó là một phương tiện hữu ích châu Á, nó chia sẻ thiết kế của mình với Kijang, phiên bản Indonesia. Thị trường xe ô tô Toyota từng giữ một nhượng quyền thương mại tại Hiệp hội Bóng rổ Philippine, đặt tên cho đội tài trợ là Toyota Tamaraws (xem bên dưới).
Trong suốt sự trỗi dậy của tiện ích châu Á trong năm 1990, mô tô Toyota Philippine phát hành một loại xe tiện ích châu Á gọi là Tamaraw FX tại Philippine, một sự tiến hóa của Tamaraw AUV. Nó được bảo trợ rộng rãi bởi các hãng taxi và ngay lập tức biến thành một chế độ lương vận chuyển giống như một dấu thập của xe taxi và jeepney. FX cuối cùng phát triển thành Revo.
Trâu rừng Philippines cũng là linh vật của đội thể thao thuộc đại học viễn đông (FEU Tamaraws) tại Hiệp hội thể thao đại học của Philippines, và Toyota Tamaraws thuộc Hiệp hội Bóng rổ Philippine.
Sự sụp đổ Tamaraw tại Barangay Villaflor, Puerto Galera được đặt tên dựa trên loài trâu này.

## Sách chuyên đề
- Bubalus mindorensis (TSN 625123) tại Hệ thống Thông tin Phân loại Tích hợp (ITIS).
- Callo, R. A. (1991). "The tamaraw population: decreasing or increasing?". Canopy International. Quyển 16 số 4. tr. 4–9.
- Custodio, Carlo C.; Myrissa V. Lepiten; Lawrence R. Heaney (ngày 17 tháng 5 năm 1996). "Bubalus mindorensis". Mammalian Species. Quyển 520 số 520. American Society of Mammalogists. tr. 1–5. doi:10.2307/3504276. JSTOR 3504276.
- Gesch, P. (2004). "Bubalus mindorensis". Animal Diversity Web. University of Michigan Museum of Zoology. Truy cập ngày 17 tháng 3 năm 2007.
- Heaney, L. R. (1998). Vanishing treasures of the Philippine rain forest. J. C. Regalado, Jr. Chicago, Illinois: Field Museum, Chicago.
- Momongan, V. G.; G. I. Walde (1993). "Behavior of the endangered tamaraw (Bubalus mindorensis huede) in captivity". Asia Life Sciences. Quyển 2 số 2. tr. 241–350.